# Ceryx alberici
Ceryx alberici là một loài bướm đêm thuộc phân họ Arctiinae, họ Erebidae.